# Herbert Hartge (Unternehmen)
Die Herbert Hartge GmbH & Co. KG war ein Fahrzeugtuner und Kleinserienhersteller, der auf Fahrzeuge der Marken BMW und Mini spezialisiert war. Das Unternehmen wurde 1971 vom Rennfahrer Herbert Hartge in Merzig gegründet und hatte seinen Sitz seit 1974 in Beckingen. Seit 1985 war Hartge vom Kraftfahrt-Bundesamt anerkannter Automobilhersteller. Im Juli 2019 wurde das Unternehmen liquidiert und in der Folge aus dem Handelsregister gestrichen.

## Motorsport

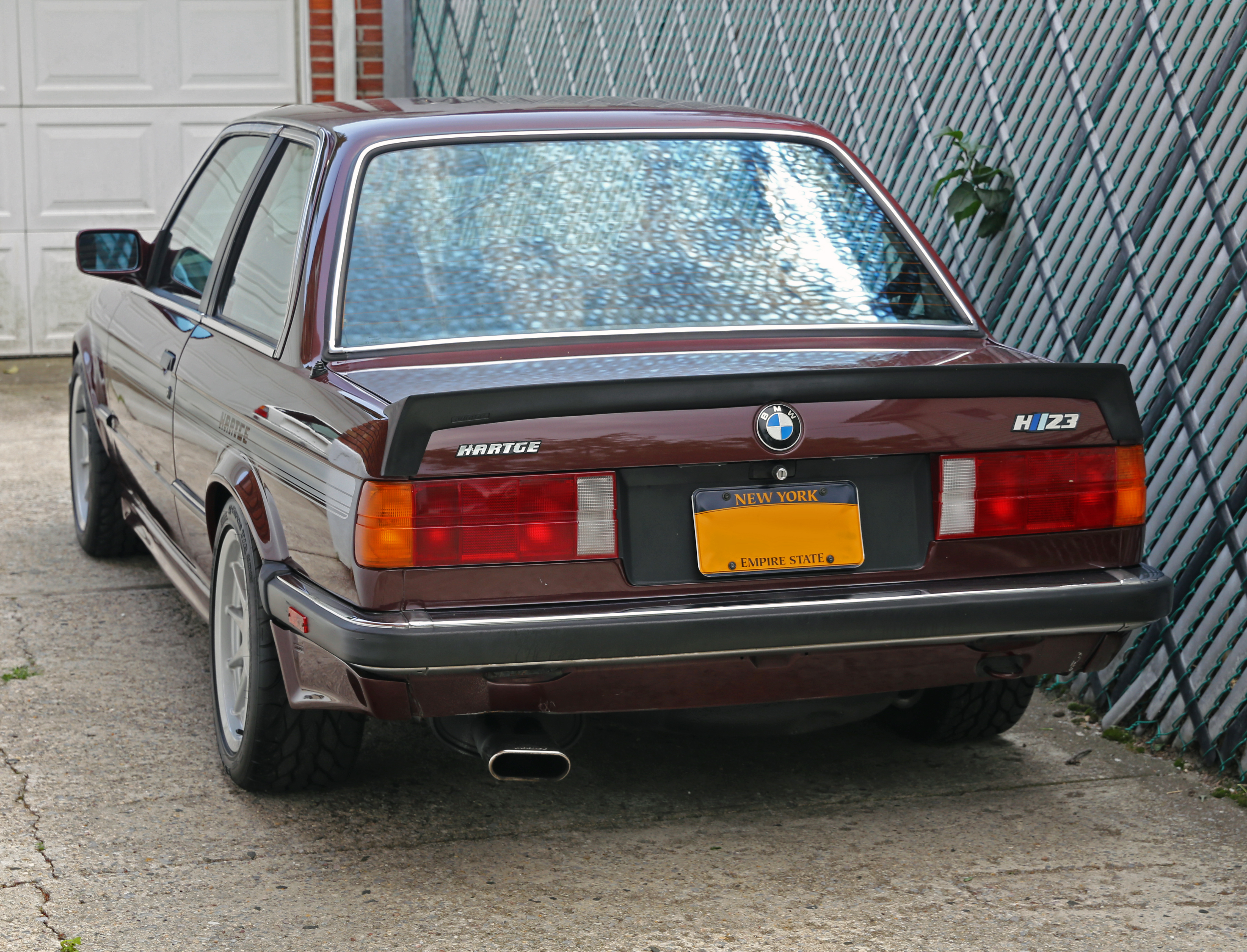
1983 Hartge H23 (E30)

Das Unternehmen erreichte in den 1970er-Jahren Bekanntheit für seine Erfolge im Motorsport. Firmengründer Herbert Hartge konnte zwischen 1971 und 1979 auf BMW 2002 mehrere Siege bei Rundstrecken- und Bergrennen feiern. 1983 und 1984 nahm das Team Hartge an der Tourenwagen-Europameisterschaft teil. Eric van de Poele bestritt 1987 für das Team Hartge den Deutschen Formel-3-Cup und beendete die Meisterschaft auf dem elften Platz. Sein bestes Saisonresultat war Platz drei in Zolder. Erwin Weber und Matthias Feltz starteten 1988 mit einem BMW M3 von Hartge Motorsport im Rahmen der Rallye-Europameisterschaft bei der Rallye Deutschland, fielen jedoch aufgrund einer beschädigten Federung aus. Francis Dosières gewann 1989, 1990, 1992 und 1993 auf einem BMW M3 von Hartge die Europa-Bergmeisterschaft. Jean-Michel Martin wurde ebenfalls auf einem Hartge-M3 1990 Meister sowie 1991 Vizemeister der Belgischen Procar-Meisterschaft.

## Fahrzeuge
Neben Tuningteilen verkaufte Hartge auch selbstaufgebaute Fahrzeuge. Dabei war das Unternehmen vor allem für den Einbau von besonders leistungsstarken Motoren bekannt.
| Modell               | Bauart        | Hubraum  | Leistung                       | Drehmoment            | 0–100 km/h | Vmax     |
| -------------------- | ------------- | -------- | ------------------------------ | --------------------- | ---------- | -------- |
| Hartge H1            | V8            | 4941 cm³ | 331 kW (450 PS) bei 3800 min−1 | 510 Nm                | 4,6 s      | 300 km/h |
| Hartge H3.3 Compact  | R6            | 3246 cm³ | 252 kW (343 PS) bei 7900 min   | 365 Nm                | 5,0 s      | 280 km/h |
| Hartge H6            | V8 Kompressor | 4961 cm³ | 404 kW (550 PS)                | 730 Nm bei 3900 min−1 | 4,6 s      | 325 km/h |
| Hartge H50           | V10           | 4999 cm³ | 404 kW (550 PS) bei 7750 min−1 | 520 Nm                | 4,4 s      | 320 km/h |
| Hartge 325d Coupé    | R6 Turbo      | 2993 cm³ | 170 kW (231 PS) bei 4000 min−1 | 500 Nm bei 2000 min−1 | 6,7 s      | 245 km/h |
| Hartge 330d          | R6 Turbo      | 2993 cm³ | 202 kW (275 PS) bei 4000 min−1 | 550 Nm                | 6,2 s      | 250 km/h |
| Hartge 535d          | R6 Biturbo    | 2993 cm³ | 230 kW (313 PS) bei 4000 min−1 | 620 Nm                | 5,9 s      | 250 km/h |
| Hartge X5 Hunter 30d | R6 Turbo      | 2993 cm³ | 202 kW (275 PS) bei 4000 min−1 | 598 Nm bei 2000 min−1 | 7,4 s      | 210 km/h |
| Hartge X6 xDrive35d  | R6 Biturbo    | 2993 cm³ | 241 kW (328 PS) bei 4400 min−1 | 675 Nm bei 2000 min−1 | 6 s        | 256 km/h |